# Monestir de Lluc el Venerable

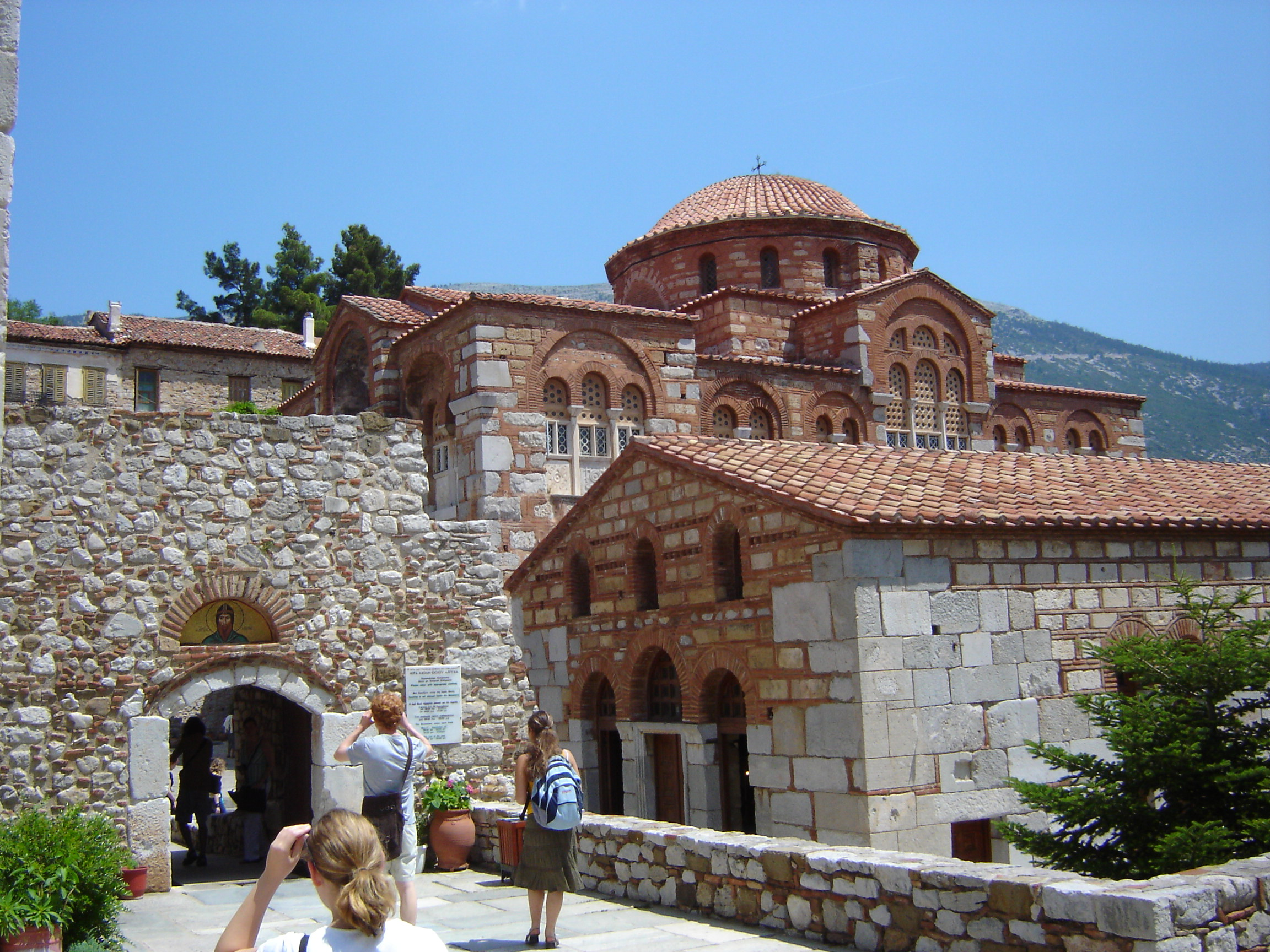
Façana del monestir de Lluc el Venerable

El monestir de Lluc el Venerable (grec: Μονή Οσίου Λουκά, Moní Ossiu Lukà) és un dels més bells monestirs romans d'Orient de Grècia, situat al municipi de Dístomo, a la prefectura de Beòcia. Està inscrit en el Patrimoni de la Humanitat de la UNESCO al costat del monestir de Dafní i del monestir de Nea Moní de Quios. És conegut pels seus mosaics sobre fons daurat del segle xi, per les seves pintures, pel refinament de la seva decoració: pisos de marbre, jaspi i pòrfir.
Dedicat al seu fundador, Lluc, un ermità del segle x (les restes se'n poden veure a la cripta), el monestir de Lluc el Venerable és un dels edificis medievals més importants de Grècia i també un dels més visitats.

## Història
Va ser construït el 1011 sobre els fonaments d'una església construïda en el 944.
El pla octogonal de l'església es va convertir en una referència principal per a l'arquitectura romana d'Orient tardana.
En el marc de l'Imperi Otomà, el Venerable Lluc fou el lloc d'una gran batalla, com demostren els canons exposats en l'edifici.
El 1821, el bisbe Isaïes va declarar el seu suport a la causa de la independència nacional.
El sant fundador va profetitzar que el monestir restaria viu «fins a la fi dels temps». Des de la seva fundació, fa un mil·lenni, fins ara, la vida monàstica no s'hi ha interromput mai, mantenint el patrimoni religiós viu: la rica litúrgia grecoortodoxa amb els meravellosos cants romans d'Orient.
El paisatge que l'envolta és d'una gran bellesa, dominant extensos olivars, ben cuidats. La comunitat monàstica produeix un dels millors olis d'oliva ecològics de la Mediterrània.

## Galeria fotogràfica

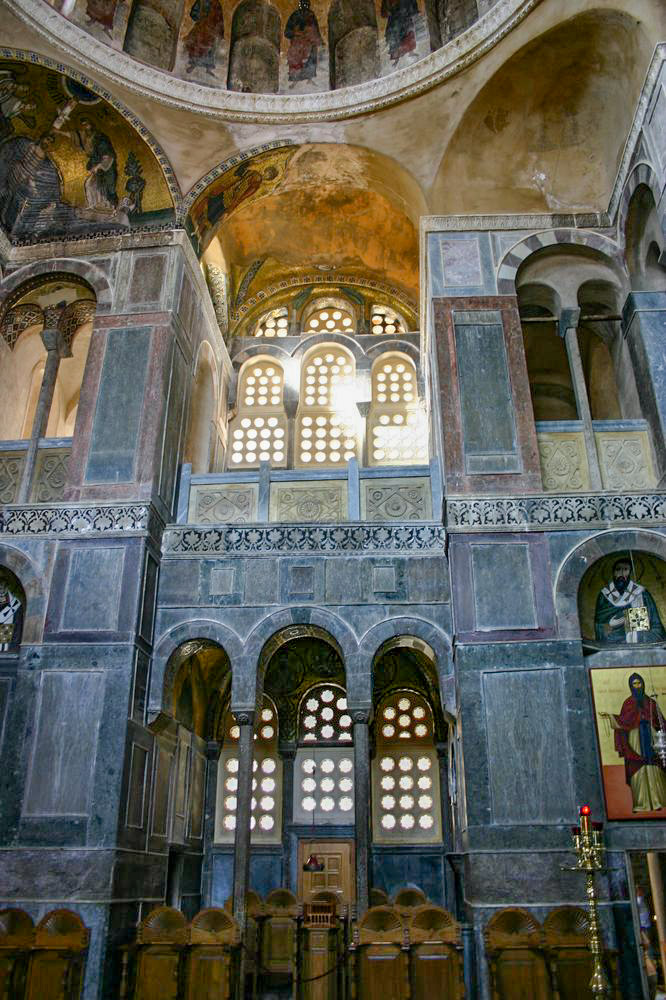
Interior del monestir
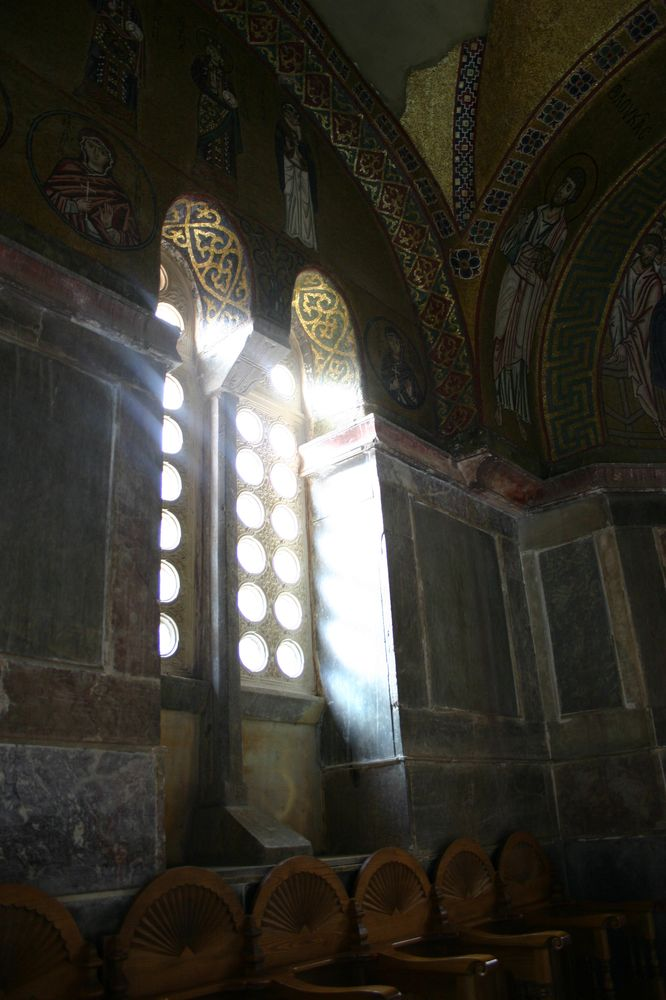
Finestres
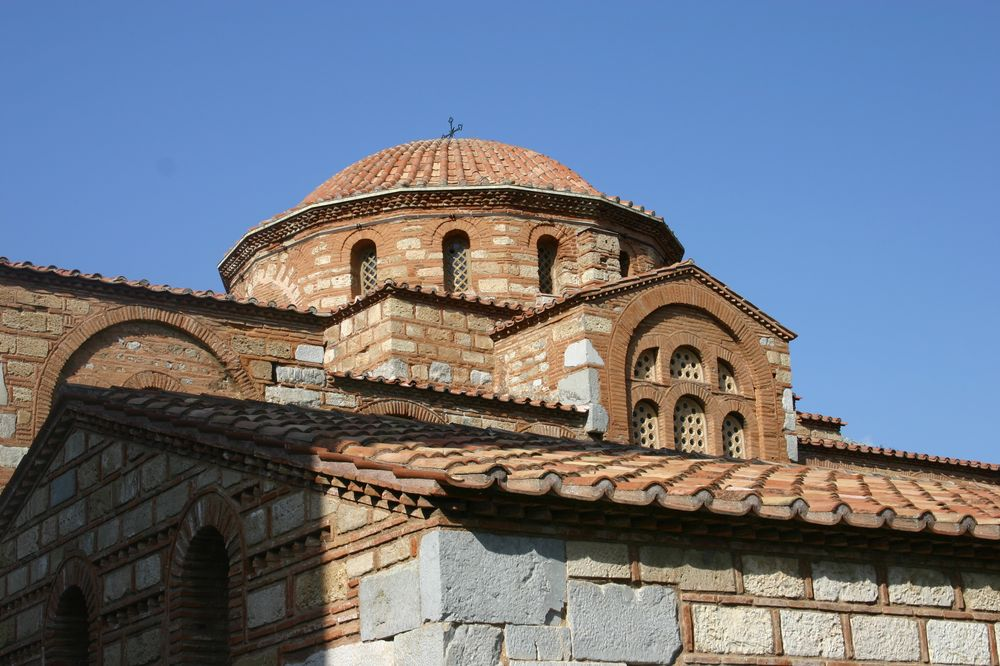
Cúpula